# Active Network Futsal
L'Active Network Futsal è una squadra italiana di calcio a 5, con sede a Viterbo. Milita in Serie A, massima serie del campionato italiano di calcio a 5. Gioca le sue gare casalinghe al Palazzetto dello Sport di Orte.

## Storia
La società viene fondata nel 2009. Dopo la prima stagione in Serie D, nel secondo anno (2010-2011) di vita, i viterbesi vincono la Coppa Provincia Viterbo, battendo in finale 8-2 la Virtus Monterosi e vengono ripescati in Serie C2, dove restano fino alla stagione 2013/2014 quando vincono il campionato con un ruolino di 23 vittorie e 3 pareggi con ben 152 reti segnate, con la squadra promossa in Serie C1. 
Il primo anno di Serie C1 si chiude con il quarto posto (e con Marcello Piovesan capocannoniere del torneo con 35 reti), mentre la stagione successiva (2015-2016) la squadra viterbese, allenata da Gian Luca Salvicchi, vince il girone A di C1 e sale in Serie B con tre giornate d'anticipo.
Nella stagione 2016/2017 i viterbesi disputano il loro primo campionato di Serie B (girone E), chiudendo all'undicesimo posto e retrocedendo dopo i play-out persi contro i calabresi del Cittanova. Tuttavia la squadra viene ripescata in estate e anche nel 2017/2018 disputa il campionato di Serie B (girone E), dove chiude al sesto posto.
L'annata 2018/2019 è storica, perché la stagione regolare si chiude con un terzo posto e l'accesso ai play-off, dove alla fine la squadra di David Ceppi sale in Serie A2, dopo aver eliminato la Fortitudo Pomezia e l'Atletico New Team.
Nella stagione 2020-2021, la squadra viterbese chiude il girone B di Serie A2 al terzo posto e accede ai play-off per la promozione nel massimo campionato. Nel primo turno i viterbesi di mister David Ceppi superano al Palacus dopo i supplementari il 360GG Cagliari, nel secondo turno espugnano il campo del Ciampino per 3 a 2 al termine di una gara al cardiopalma. Si arriva alle semifinali, dove i viterbesi dopo il pareggio (1-1) al Palacus contro l'Arzignano, vincono per 5 a 1 in trasferta, accedendo alla finalissima contro il Polistena. Gara 1 della finale viene giocata il 5 giugno 2021, ma viene sospesa sul 2 a 0 (in favore dei locali) per sputi ricevuti dal direttore di gara. La gara si rigioca la settimana successiva a Cosenza e il Polistena si impone per 2 a 1. Al ritorno (19 giugno 2021), in un Palacus gremito, l'Active Network tenta l'impresa, ma i calabresi si impongono con un netto 9 a 2. 
L'Active Network si ripresenta al via del campionato di Serie A2 2021-2022 con i favori dei pronostici, ma un regolamento che non prevede la promozione per le vincenti dei quattro gironi (cosa che avvenne solamente in quella stagione), regala un finale doloroso ai viterbesi. Il girone C viene stravinto dopo 20 vittorie, 1 pareggio e solo 3 sconfitte, con ben 123 reti segnate (miglior attacco del girone), ma per salire nel massimo campionato serve la finale. I viterbesi affrontano i sardi del 360GG Cagliari, ma al Palacus nella finale d'andata perdono 2 a 0. Al ritorno, in Sardegna, la squadra è seguita da un numeroso pubblico partito da Viterbo, ma i sardi si impongono per 3 a 2 e volano in Serie A. All'Active Network resta un'altra occasione, ma nella finalissima di Salsomaggiore contro la Fortitudo Pomezia vengono superati per 7 a 0.
In estate la società viterbese cambia guida tecnica: al posto del perugino David Ceppi, arriva un altro perugino: Massimiliano Monsignori. La squadra viene cambiata e al termine della regular season, i viterbesi riescono a raggiungere i play-off chiudendo al quinto posto. Nei play-off dopo il KO all'andata in casa 4-3 contro il Cesena, al ritorno la squadra di Monsignori compie l'impresa qualificandosi al turno successivo dopo i tiri di rigore. Nei quarti di finale l'andata in casa del Regalbuto si chiude con una sconfitta per 3 a 1, ma al ritorno la squadra viterbese si impone 6 a 3 dopo i supplementari e vola in semifinale. 
Nella semifinale si gioca il derby laziale contro il Lido di Ostia. All'andata, al Palacus di Viterbo, termina 1 a 1, ma al ritorno basta un goal di Fabio Poletto a pochi secondi dal termine per regalare la terza finale promozione consecutiva ai viterbesi. A Salsomaggiore, il 2 giugno 2023, l'Active Network continua la sua maledizione con le finali, perché contro il Cosenza arriva un KO doloroso ai calci di rigore. Pochi giorni dopo, però la squadra viterbese viene ripescata per la prima storica volta in Serie A.
La prima stagione nel massimo campionato (2023-2024) si chiude con la salvezza ottenuta all'ultima giornata, mentre in Coppa Italia il cammino si ferma ai quarti di finale sul campo del Napoli, dopo aver espugnato agli ottavi il campo della Came Treviso.
La stagione 2024/2025 si apre con diverse novità nello scacchiere del tecnico perugino Massimiliano Monsignori, ma la squadra ottiene la salvezza con ben tre giornate d'anticipo.

## Cronistoria
| Cronistoria dell'Active Network Futsal |
| --- |
| - 2009 · Fondazione dell'Active Network Futsal - 2009-10 · Disputa la Serie D Lazio. - 2010-11 · Disputa la Serie D Lazio. Promossa in Serie C2. Vince la Coppa Lazio di Serie D (1º titolo). - 2011-12 · 6ª nel girone A di Serie C2 Lazio. - 2012-13 · 2ª nel girone A di Serie C2 Lazio. Quarti di finale play-off promozione. - 2013-14 · 1ª nel girone A di Serie C2 Lazio. Promossa in Serie C1. - 2014-15 · 4ª nel girone A di Serie C1 Lazio. - 2015-16 · 1ª nel girone A di Serie C1 Lazio. Promossa in Serie B. - 2016-17 · 11ª nel girone E di Serie B. Retrocessa in Serie C1, viene ripescata. Sconfitta ai play-out. - 2017-18 · 6ª nel girone E di Serie B. 1º turno di Coppa Italia di Serie B 2º turno di Coppa della Divisione. - 2018-19 · 3ª nel girone E di Serie B. Promossa in Serie A2. Vince i play-off promozione. 3º turno di Coppa Italia di Serie B. 1º turno di Coppa della Divisione. - 2019-20 · 6ª nel girone B di Serie A2. 2º turno di Coppa Italia di Serie A2 3º turno di Coppa della Divisione. - 2020-21 · 3ª nel girone B di Serie A2. Finalista play-off promozione. - 2021-22 · 1ª nel girone C di Serie A2. Sconfitta nello spareggio promozione. Sconfitta ai play-in promozione. 1º turno di Coppa Italia di Serie A2 - 2022-23 · 5ª nel girone B di Serie A2. Ripescata in Serie A. Finalista play-off promozione. 1º turno di Coppa Italia di Serie A2. Trentaduesimi di finale di Coppa della Divisione. - 2023-24 · 13ª in Serie A. 2º turno di Coppa Italia. 1º turno di Coppa della Divisione. - 2024-25 · 10ª in Serie A. Turno preliminare di Coppa della Divisione. |

## Organigramma societario
- Patron: Marco Valenti
- Presidente: Marco Valenti
- Dirigente: Mauro Crescentini
- Dirigente: Massimo Brodi
- Club Manager: Giovanni Stasio
- Responsabile Comunicazione: Francesca Cuccuini
- Telecronista gare casalinghe: Valentino Cesarini
- Fotografo gare casalinghe: Famiano Crispi

## Staff Tecnico
- Allenatore: Massimiliano Monsignori
- Vice Allenatore: Luca Buzzi
- Preparatore atletico: Carlo Catanzano
- Preparatore portieri: Alessandro Sambucini
- Fisioterapista: Carmelo Quaglione

## Rosa stagione 2024-2025
| N° | Naz.                 | Ruolo      | Sportivo                    | Anno |
| -- | -------------------- | ---------- | --------------------------- | ---- |
| 1  | Italia (bandiera)    | Portiere   | Filippo Braconcini          | 1998 |
| 3  | Marocco (bandiera)   | Universale | Maimon Amessaoud HAMZA      | 1991 |
| 4  | Argentina (bandiera) | Centrale   | Renzo Alfredo GRASSO        | 1994 |
| 5  | Brasile (bandiera)   | Centrale   | Zemuner Trindade DAVI       | 1984 |
| 7  | Italia (bandiera)    | Laterale   | Camasso Guilherme FERMINO   | 2001 |
| 8  | Italia (bandiera)    | Laterale   | George LEPADATU             | 1996 |
| 10 | Italia (bandiera)    | Universale | Giuseppe CURRI              | 1992 |
| 11 | Italia (bandiera)    | Pivot      | Gianluca FERRETTI           | 2001 |
| 13 | Italia (bandiera)    | Laterale   | Nicola DEGAN                | 2000 |
| 14 | Italia (bandiera)    | Universale | Marco CAVERZAN              | 1994 |
| 19 | Italia (bandiera)    | Laterale   | Paolo CESARONI              | 1991 |
| 20 | Brasile (bandiera)   | Portiere   | THIAGO Augusto Grossi PEREZ | 1990 |
| 21 | Germania (bandiera)  | Pivot      | Matias BLOCK                | 1995 |
| 22 | Italia (bandiera)    | Portiere   | Manuel MAZZA                | 2004 |
| 23 | Italia (bandiera)    | Laterale   | Giacomo LAMEDICA            | 1987 |

## Statistiche

### Partecipazioni ai campionati
| Livello | Categoria       | Partecipazioni | Debutto   | Ultima stagione      | Totale |
| ------- | --------------- | -------------- | --------- | -------------------- | ------ |
| 1º      | Serie A         | 2              | 2023-2024 | 2024-2025 (in corso) | 2      |
| 2º      | Serie A2        | 4              | 2019-2020 | 2022-2023            | 4      |
| 3º      | Serie B         | 3              | 2016-2017 | 2018-2019            | 3      |
| 4º      | Serie C1        | 2              | 2014-2015 | 2015-2016            | 2      |
| 5º      | Serie C2        | 3              | 2011-2012 | 2013-2014            | 3      |
| 6°      | Serie D Laziale | 2              | 2009-2010 | 2010-2011            | 2      |